# Xã Kochville, Michigan
Xã Kochville (tiếng Anh: Kochville Township) là một xã thuộc quận Saginaw, tiểu bang Michigan, Hoa Kỳ. Năm 2010, dân số của xã này là 5.078 người.